# Скарпетта, Серджо
Серджо Скарпетта (итал. Sergio Scarpetta; 12 июня 1975, Чериньола, Италия) — итальянский шашист, чемпион мира по чекерсу по версиям GAYP (2014—2016) и 3-move  (с 2017 года), обладатель Кубка Европы 2015 года, шестикратный чемпион Италии по чекерсу. FMJD-Id: 20549.

## Биография
В международных турнирах начал участвовать с 2011 года (отборочный турнир по версии GAYP). На Всемирных интеллектуальных играх 2012 года в Лилле завоевал серебряную медаль в соревнованиях по чекерсу. В 2014 году в возрасте 39 лет выигрывает звание чемпиона мира по чекерсу по версии GAYP (классическая игра) в матче против удерживавшего это звание в течение 23 лет барбадосца Рона Кинга. В декабре этого же года Серджо Скарпетта завоевал серебряную медаль в соревнованиях по чекерсу на Всемирных интеллектуальных играх «Спорт-Аккорд» в Пекине
В 2015 году Серджо Скарпетта победил на Открытом чемпионате Ирландии и завоевал Кубок Европы..
В 2016 году в матче по версии GAYP уступил титул чемпиона мира Микеле Боргетти (Италия) 23-25.
В 2017 году в матче за звание чемпиона мира по версии 3-Move победил Микеле Боргетти и стал чемпионом мира по этой версии.
В 2019 году в матче за звание чемпиона мира по версии 3-Move победил Рона Кинга со счётом 33-17 и сохранил титул чемпиона мира.
В 2022 году в матче за звание чемпиона мира по версии 3-Move победил  Алекса Моисеева со счётом 33-29 и сохранил титул чемпиона мира.
Имеет степень профессора.